# San Miguel Xicotzingo
San Miguel Xicotzingo är en ort i Mexiko.   Den ligger i kommunen Tepemaxalco och delstaten Puebla, i den sydöstra delen av landet, 90 km sydost om huvudstaden Mexico City. San Miguel Xicotzingo ligger 1 928 meter över havet och antalet invånare är 264.
Terrängen runt San Miguel Xicotzingo är kuperad. Runt San Miguel Xicotzingo är det ganska glesbefolkat, med 34 invånare per kvadratkilometer. Närmaste större samhälle är Tetela del Volcán, 17,4 km nordväst om San Miguel Xicotzingo. I omgivningarna runt San Miguel Xicotzingo växer huvudsakligen savannskog.